# الکساندراوکا، بخش بیالا پادلاسکا
الکساندراوکا، بخش بیالا پادلاسکا (به لاتین: Aleksandrówka, Biała Podlaska County) یک منطقهٔ مسکونی در لهستان است که در Gmina Drelów واقع شده‌است.